# Euhesma aurata
Euhesma aurata là một loài Hymenoptera trong họ Colletidae. Loài này được Exley mô tả khoa học năm 1998.

## Hình ảnh

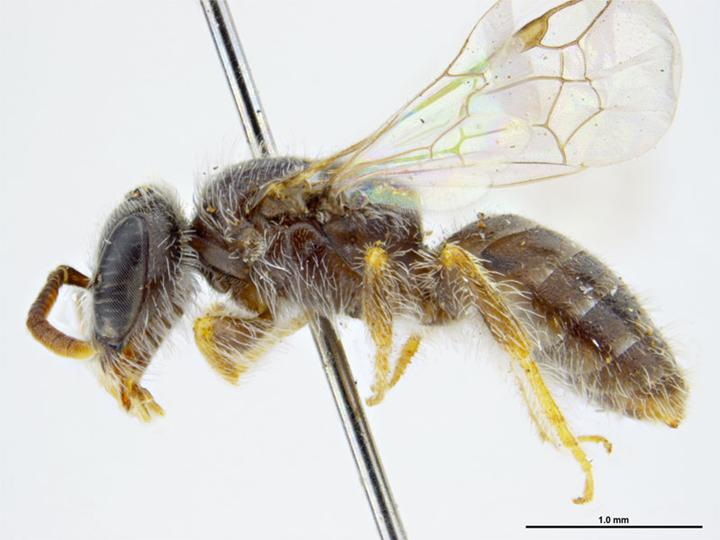